# Paterna
Paterna è un comune spagnolo di 64.023 (2009) abitanti situato nella comunità autonoma Valenciana.
L'8 aprile 1997 il territorio comunale venne suddiviso e parte di esso divenne del nuovo comune di San Antonio de Benagéber.

## Amministrazione

### Gemellaggi
- Marino (RM)